# Svaz komunistů Srbska
Svaz komunistů Srbska (srbochorvatsky Savez komunista Srbije, v cyrilici Савез комуниста Србије) byla republiková organizace Svazu komunistů Jugoslávie na území socialistické republiky Srbsko. V rámci ní existoval ještě také Svaz komunistů Kosova a Svaz komunistů Vojvodiny.

## Historický vývoj
Svaz komunistů Srbska (stejně jako tomu bylo v případě všech republikových a oblastních organizací jugoslávských komunistů) sledoval podobný vývoj, jako SKJ. Strana byla oficiálně založena v květnu 1945 (hned po skončení druhé světové války). V roce 1952 změnila své jméno z komunistické strany na Svaz komunistů, aby se tak zdůraznil decentralizovaný charakter organizace.
V souvislosti s rozšířením pravomocí autonomních oblastí Vojvodina a Kosova, daným ústavou z roku 1974, byly vytvořeny dvě nové organizace; Svaz komunistů Kosova a Svaz komunistů Vojvodiny. Touto ústavou navíc vzrostla role všech regionálních organizací SKJ na úkor federální úrovně. Pozice Svazu komunistů Srbska, jako politické organizace reprezentující výhradně SR Srbsko, tak byla v mnohém upevněna.
V roce 1981 měl Svaz komunistů Srbska (spolu s oběma oblastními organizacemi) celkem 907 692 členů.
V roce 1986 byl do čela strany zvolen Slobodan Milošević, který ji vtiskl zcela nový ráz a podobu. Jeho volba byla nejdramatičtější v rámci dějin strany už sama o sobě. Na osmém zasedání SKS v září 1987 se Miloševićovi úspěšně podařilo porazit odpor opozičního křídla s Ivanem Stambolićem v čele a iniciovat nový kurz strany. Ten spočíval především v kladení důrazu na ekonomickou a společenskou reformu, centralizaci Srbska (tedy omezení vlivu jak kosovské, tak vojvodinské autonomní správy) a důsledným zastáváním srbských zájmů, mnohdy i na úkor dalších republik v rámci SFRJ. Ideově kladli srbští komunisté pod vedením Miloševiće důraz mimo jiné i na dokument, známý pod názvem Memorandum SANU, který sice dříve formálně odsoudili, řadu jeho praktických bodů ovšem přejali.
Na úrovni regionální došlo k celé řadě změn. Ve Svazu komunistů Kosova došlo k personálním obměnám a do čela se dostal Rahman Morina, Miloševićův spolupracovník. V případě Vojvodiny bylo politické vedení země odstraněno během tzv. jogurtové revoluce.
V červenci 1990 se strana sloučila se Socialistickým svazem pracujícího lidu a vznikla tak Socialistická strana Srbska, která existuje dodnes. Tomu se tak stalo v atmosféře, kdy v celé Jugoslávii již docházelo k značným politickým změnám (ztráta mocenského monopolu, svobodné volby ve všech republikách SFRJ, výhra politické opozice v Chorvatsku apod.).

## Kongresy
Sjezdy všech oblastních a republikových organizací Svazu komunistů Jugoslávie byly oficiálně nazývány v srbochorvatštině kongresy (конгреси/kongresi) a konaly se vždy jen několik týdnů před sjezdem samotného SKJ.
- První (zakladatelský) kongres KS Srbska – od 8. do 12. května 1945.
- Druhý kongres KP Srbska – od 17. do 21. ledna 1949.
- Třetí kongres SK Srbska – od 26. do 29. dubna 1954.
- Čtvrtý kongres SK Srbska – od 4. do 6. června 1959.
- Pátý kongres SK Srbska – od 11. do 14. května 1965.
- Šestý kongres SK Srbska – od 21. do 23. listopadu 1968.
- Sedmý kongres SK Srbska – od 23. do 25. dubna 1974.
- Osmý kongres SK Srbska – od 29. do 31. května 1978.
- Devátý kongres SK Srbska – 1982.
- Desátý kongres SK Srbska – 28. května 1986.
- Jedenáctý kongres SK Srbska – 15. prosince 1989.
- Dvanáctý mimořádný kongres SK Srbska – 16. července 1990 (následujícího dne po formálním sloučení se Svazem socialistického pracujícího lidu pokračoval jako první sjezd Socialistické strany Srbska).

## Lídři
Sekretář oblastního výboru KSJ pro Srbsko
- Blagoje Nešković (1941–1945)

Sekretáři Ústředního výboru komunistické strany Srbska
- Blagoje Nešković (1945–1948)
- Petar Stambolić (1948 – březen 1957)

Předsedové Ústředního výboru komunistické strany Srbska
- Jovan Veselinov (březen 1957 – září 1966)
- Dobrivoje Radosavljević (září 1966 – únor 1968)
- Petar Stambolić (únor 1968 – listopad 1968)
- Marko Nikezić (listopad 1968 – 26. října 1972)
- Tihomir Vlaškalić (26. října 1972 – květen 1982)
- Dušan Čkrebić (květen 1982 – 17. května 1984)
- Ivan Stambolić (květen 1984 – květen 1986)
- Slobodan Milošević (květen 1986 – 24. května 1989)
- Bogdan Trifunović (24. května 1989 – 16. července 1990)